# Amiantofusus
Amiantofusus is een geslacht van weekdieren uit de klasse van de Gastropoda (slakken).

## Soorten
- Amiantofusus amiantus (Dall, 1889)
- Amiantofusus borbonica Fraussen, Kantor & Hadorn, 2007
- Amiantofusus candoris Fraussen, Kantor & Hadorn, 2007
- Amiantofusus cartilago Fraussen, Kantor & Hadorn, 2007
- Amiantofusus gloriabundus Fraussen, Kantor & Hadorn, 2007
- Amiantofusus maestratii Fraussen, Kantor & Hadorn, 2007
- Amiantofusus pacificus Fraussen, Kantor & Hadorn, 2007
- Amiantofusus sebalis Fraussen, Kantor & Hadorn, 2007